# Погребна (річка)
Погребна — річка  в Україні, у  Гайсинському й Теплицькому районах Вінницької області, права притока  Сури (басейн Південного  Бугу).

## Опис
Довжина річки 11 км. Формується з багатьох безіменних струмків та водойм.  Площа басейну 43 км².

## Розташування
Бере  початок на північному сході від Лісної Поляни. Тече переважно на південний схід через Бур'яни, Антонівку і у Соболівці впадає у річку Суру, ліву притоку Південного Бугу.

## Притоки
Річка без назви - ліва притока. Бере  початок на північному заході від Бур'янів. Тече переважно на південний захід через Антонівку і впадає у Погребну за 3 км від її гирла. Довжина річки 6,2 км, площа басейну - 17,5 км².